# 红桥镇 (江安县)
红桥镇，是中华人民共和国四川省宜宾市江安县下辖的一个乡镇级行政单位。

## 行政区划
红桥镇下辖以下地区：
一社区、二社区、义和村、联盟村、石岗村、解村、红色村、公益村、水河村、石滩村、两江村、五阁村、龙君村、对角村、灰窑村、德禾村和均田村。